# Graf DK 17

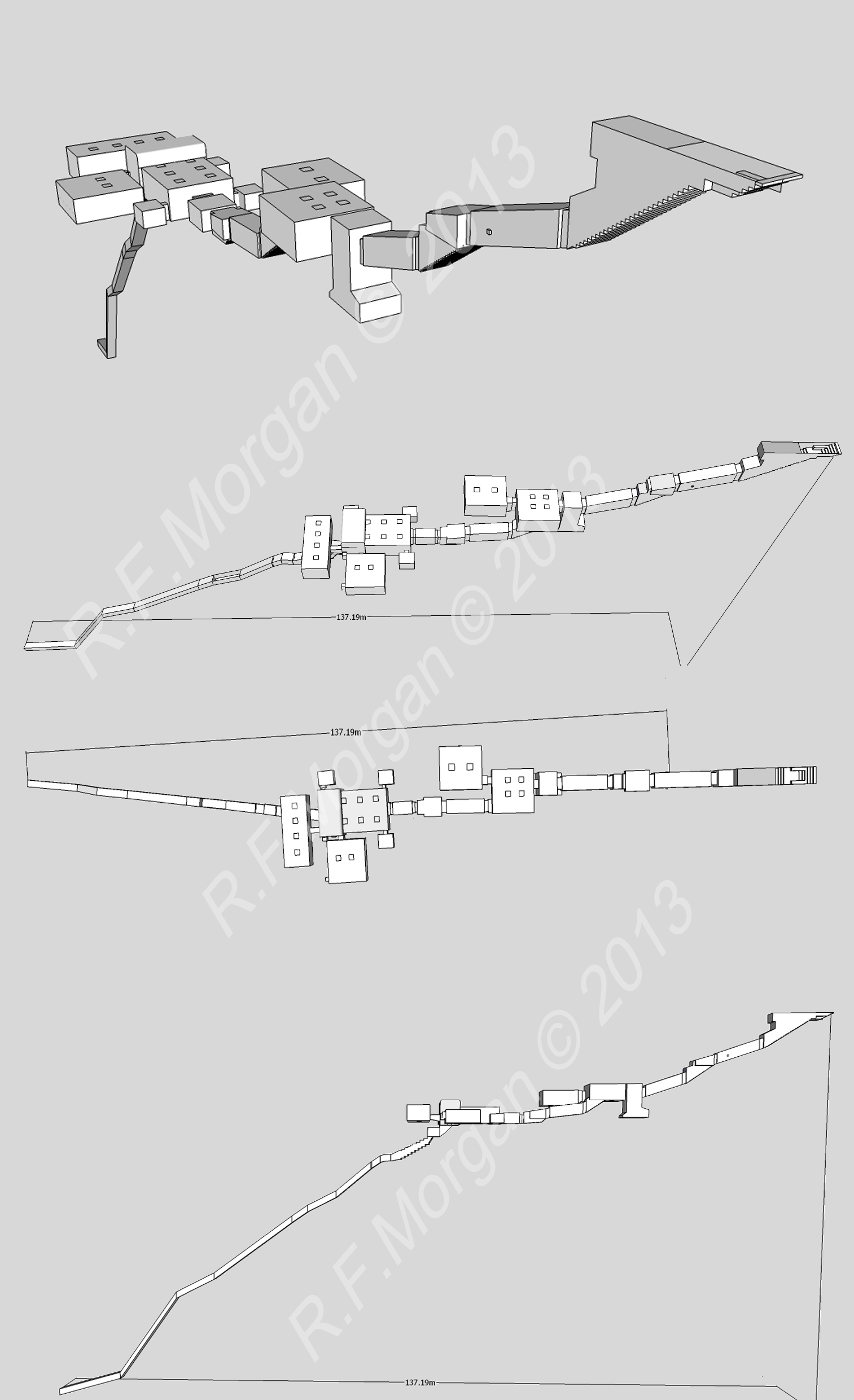
Schematische weergave van graf DK 17

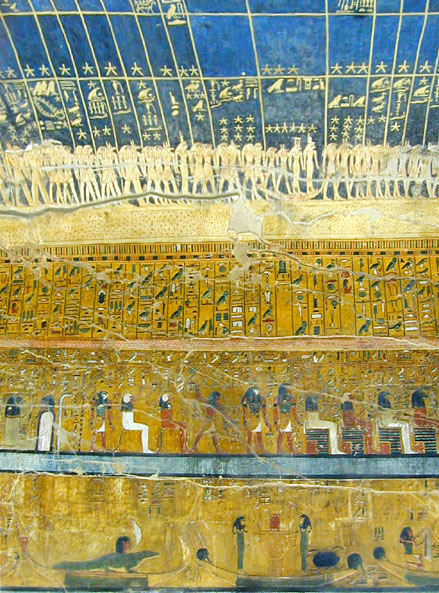
Binnenzijde van graf DK 17

Graf DK 17 is het graf van Seti I en wordt vaak beschouwd als een van de mooiste graven in de Vallei der Koningen. Het is sinds 1991 wegens instortingsgevaar gesloten voor het publiek.
Het graf werd in oktober 1817 ontdekt door Giovanni Battista Belzoni en wordt daarom ook vaak het graf van Belzoni genoemd. Belzoni beschouwde het als het graf van Psammetichus, maar in 1828 werd het door Champollion herkend als dat van Seti I. De mummie van Seti I werd in 1881 gevonden in de cache in Deir el-Bahari.
De graftombe is ongeveer 120 m lang en heeft een heel uiteenlopende structuur. Via verschillende gangen en voorkamers bereikt men uiteindelijk de eigenlijke grafkamer. Daar stond een lege sarcofaag van albast die door John Soane naar Londen werd meegenomen. De sarcofaag staat daar nu nog in het Sir John Soane's Museum. De sarcophaag isbijna 3 meter lang en versierd met gravures uit het Boek der Poorten.
Het graf is vooral beroemd om zijn grafdecoraties: in de grafzaal zijn schitterende hoogreliëfs te zien met astronomische tekeningen. Verder zijn er nog tekeningen in de zijvertrekken, in de zogenaamde zaal met schilderingen en de zaal met vier pilaren.